# Ilia Topuria
Ilia Topuria (georgià: ილია თოფურია; nascut el 21 de gener de 1997) és un lluitador d'arts marcials mixtes professional georgià-espanyol. Actualment competeix a la divisió de pes ploma de la Ultimate Fighting Championship (UFC), on representa oficialment la seva Geòrgia natal. Des del 23 de gener de 2024, és el campió la classificació de pes ploma de la UFC.

## Antecedents
Topuria va néixer a Halle Westfalen, Alemanya, de pares georgians. Als set anys es va traslladar a Geòrgia amb la família, on va començar a practicar lluita grecoromana a l'escola. Als 15 anys es va traslladar a viure a Alacant, on va començar a practicar arts marcials al Club Climent. El 2015 va debutar com a professional en competicions locals.

## Carrera d'arts marcials mixtes

### Carrera inicial
Després de començar la seva carrera amb 4 victòries consecutives per submissió a l'escena regional de l'estat espanyol i guanyar un cinturó a la promoció Mix Fight Events, el 2018 va realitzar el seu primer combat internacional a Cage MMA Finlàndia. Aquest mateix any, al maig, es va convertir en el primer georgià cinturó negre de Jujutsu brasiler al costat del seu germà Alex Topuria. Mesos després va rebre l'oportunitat de lluitar pel campionat de pes gall de Cage Warriors al Lotto Arena d'Anvers (Bèlgica). Ilia no va arribar al pes acordat de manera que, tot i guanyar la baralla ràpidament, no va aconseguir el cinturó.
El 2019 va signar amb la Brave Combat Federation. Ilia va debutar en la promoció a Bogotà, Colòmbia, derrotant el seu oponent Luis Gómez en el primer assalt per submissió; portant-lo a aconseguir el premi a la millor actuació de la nit. El 15 de novembre de 2019, a Bahrain, va guanyar el seu segon combat a BRAVE derrotant a Steven Goncalves per KO en el primer assalt.

### Ultimate Fighting Championship
Topuria, com a substitut de Seung Woo Choi, va acceptar un combat amb poca antelació contra el Youssef Zalal l'11 d'octubre del 2020 a la UFC Fight Night: Moraes vs. Sandhagen. Topuria va guanyar la baralla per decisió unànime.
Topuria es va enfrontar a Damon Jackson el 5 de desembre de 2020 a la UFC on ESPN: Hermansson vs. Vettori. Va guanyar la baralla per nocaut en el primer assalt.
Topuria es va enfrontar a Ryan Hall el 10 de juliol de 2021, a la UFC 264. Va guanyar la baralla per nocaut en el primer assalt.
Topuria estava programat per enfrontar-se a Movsar Evloev el 22 de gener de 2022, a UFC 270. No obstant això, Evloev es va retirar de la baralla per raons no revelades i va ser reemplaçat per Charles Jourdain. No obstant això, Topuria va ser retirat del cartell a causa d'un problema mèdic relacionat amb el control de pes i la baralla va ser cancel·lada.
Topuria es va enfrontar a Jai Herbert, en substitució de Mike Davis, el 19 de març de 2022, a la UFC Fight Night 204. Topuria va caure per una puntada al cap en el primer assalt, però es va recuperar i va guanyar la baralla per nocaut en el segon assalt. Amb aquesta victòria, va rebre el premi a l'Actuació de la Nit.
Topuria tenia previst enfrontar-se a Edson Barboza el 29 d'octubre del 2022, a la UFC Fight Night 213. Tot i això, Barboza es va retirar a finals de setembre a causa d'una lesió de genoll i el combat va ser cancel·lat.
Topuria es va enfrontar a Bryce Mitchell el 10 de desembre de 2022, a la UFC 282. Va guanyar la baralla per submissió en el segon assalt. Aquesta victòria li va valdre el premi a l'actuació de la nit.
Topuria estava inicialment programat per enfrontar-se amb Josh Emmett el 17 de juny de 2023, a la UFC on ESPN 47. Tot i això, la promoció va anunciar més tard que el combat es va canviar per encapçalar UFC on ABC: Emmett vs. Topuria el 24 de juny de 2023. Va guanyar la baralla per decisió unànime. El combat li va valer el premi a la Baralla de la Nit.
Topuria estava programat per enfrontar-se a l'Alexander Volkanovski el 20 de gener de 2024, pel Campionat de Pes Ploma d'UFC a la UFC 297. No obstant això, Volkanovski va ser retirat per enfrontar-se a l'Islam Makhachev pel Campionat de Pes Lleuger d'UFC a la UFC 294. Com a resultat, aquesta lluita es va endarrerir un mes per encapçalar la UFC 298, el 17 de febrer de 2024.
Al 17 de febrer de 2024 es converteix en campió del mon de pes ploma de la UFC desprès de guanyar a l'Alexander Volkanovski a la UFC 298.

## Registre professional
| 15 victòries (5 nocauts) |          |                           |                                      |                                       |                  |       |       |                       |                                                   |
| Resultat                 | Registre | Oponent                   | Mètode                               | Esdeveniment                          | Data             | Ronda | Temps | Localització          | Notes                                             |
| Victòria                 | 15-0     | Alexander Volkanovski     | KO (cop)                             | UFC 298                               | 17 febrer 2024   | 2     | 3:31  | Anaheim, Califòrnia   | Es converteix en campió del mon UFC de pes ploma. |
| Victòria                 | 14–0     | Josh Emmett               | Decisió (unànime)                    | UFC on ABC: Emmett vs. Topuria        | 24 juny 2023     | 5     | 5:00  | Jacksonville, Florida | Actuació de la nit.                               |
| Victòria                 | 13–0     | Bryce Mitchell            | Submissió (arm-triangle choke)       | UFC 282                               | 10 desembre 2022 | 2     | 3:10  | Las Vegas, Nevada     | Retorna a pes ploma. Actuació de la nit-          |
| Victòria                 | 12–0     | Jai Herbert               | KO (cops)                            | UFC Fight Night: Volkov vs. Aspinall  | 19 març 2022     | 2     | 1:07  | Londres               | Debut en pes lleuger. Actuació de la nit.         |
| Victòria                 | 11–0     | Ryan Hall                 | KO (cops)                            | UFC 264                               | 10 juliol 2021   | 1     | 4:47  | Las Vegas, Nevada     |                                                   |
| Victòria                 | 10–0     | Damon Jackson             | KO (cop)                             | UFC on ESPN: Hermansson vs. Vettori   | 5 desembre 2020  | 1     | 2:38  | Las Vegas, Nevada     |                                                   |
| Victòria                 | 9–0      | Youssef Zalal             | Decisió (unànime)                    | UFC Fight Night: Moraes vs. Sandhagen | 11 octubre 2020  | 3     | 5:00  | Abu Dhabi             | Debut a la UFC.                                   |
| Victòria                 | 8–0      | Stephen Goncalves         | KO (cops)                            | Brave CF 29                           | 15 novembre 2019 | 1     | 3:42  | Isa Town              |                                                   |
| Victòria                 | 7–0      | Luis Gomez                | Submissió (triangle straight armbar) | Brave CF 26                           | 7 setembre 2019  | 1     | 1:15  | Bogotà                | Retorn a pes ploma. Actuació de la nit.           |
| Victòria                 | 6–0      | Brian Bouland             | Technical Submissió (anaconda choke) | Cage Warriors 94                      | 16 juny 2018     | 1     | 1:39  | Anvers                |                                                   |
| Victòria                 | 5–0      | Mika Hamalainen           | Submissió (guillotine choke)         | CAGE 43                               | 28 abril 2018    | 1     | 3:35  | Hèlsinki              | Debut en pes gall.                                |
| Victòria                 | 4–0      | Jhon Guarin               | Submissió (guillotine choke)         | Mix Fight Events 2                    | 5 novembre 2016  | 2     | 2:50  | València              | Guanya el campionat de pes ploma de MFE.          |
| Victòria                 | 3–0      | Daniel Vasquez            | Submissió (rear-naked choke)         | Mix Fight Events                      | 7 maig 2016      | 1     | 1:50  | Alacant               | Lluita en pes pactat (141 lbs).                   |
| Victòria                 | 2–0      | Kalil Martin El Chalibi   | Submissió (rear-naked choke)         | Climent Show MMA 4                    | 9 maig 2015      | 1     | 1:03  | Alacant               |                                                   |
| Victòria                 | 1–0      | Francisco Javier Asprilla | Submissió (triangle choke)           | West Coast Warriors                   | 4 abril 2015     | 1     | 3:30  | València              | Debut en pes ploma                                |